# 原大埤信用組合
原大埤信用組合為雲林縣大埤鄉的一棟歷史建築，其原為1918年設立的大埤信用組合，在戰後作為大埤鄉農會辦公室與門市。2012年被登錄為雲林縣歷史建築。

## 介紹
日治時期的產業組合為經營信用事業的組織，可分為信用、購買、販賣、利用等四個部門，信用組合即屬於產業組合的一類，以經營產業資金的融通、存款事業為主。大埤信用組合位在1918年8月7日成立於斗六郡大埤庄大埤，1931年增加服務項目，改為「大埤信用購買組合」，後來再改為「大埤信用購買販賣利用組合」。劉本為信用組合長，其在擔任信用組合長時，曾同時擔任大埤頭公學校（1919年至1922年，今 大埤國小）校長與大埤庄長（1922年至1939年）。
戰後，大埤信用組合改為「大埤鄉農會」，其在1994年搬離後便閒置，而內部的屋頂在後來倒塌。其建築的正立面中央的圓形山牆裝飾精緻，開窗與外牆街具有時代特色，於2012年被登錄為雲林縣歷史建築。